# Balthasar Hubmaier

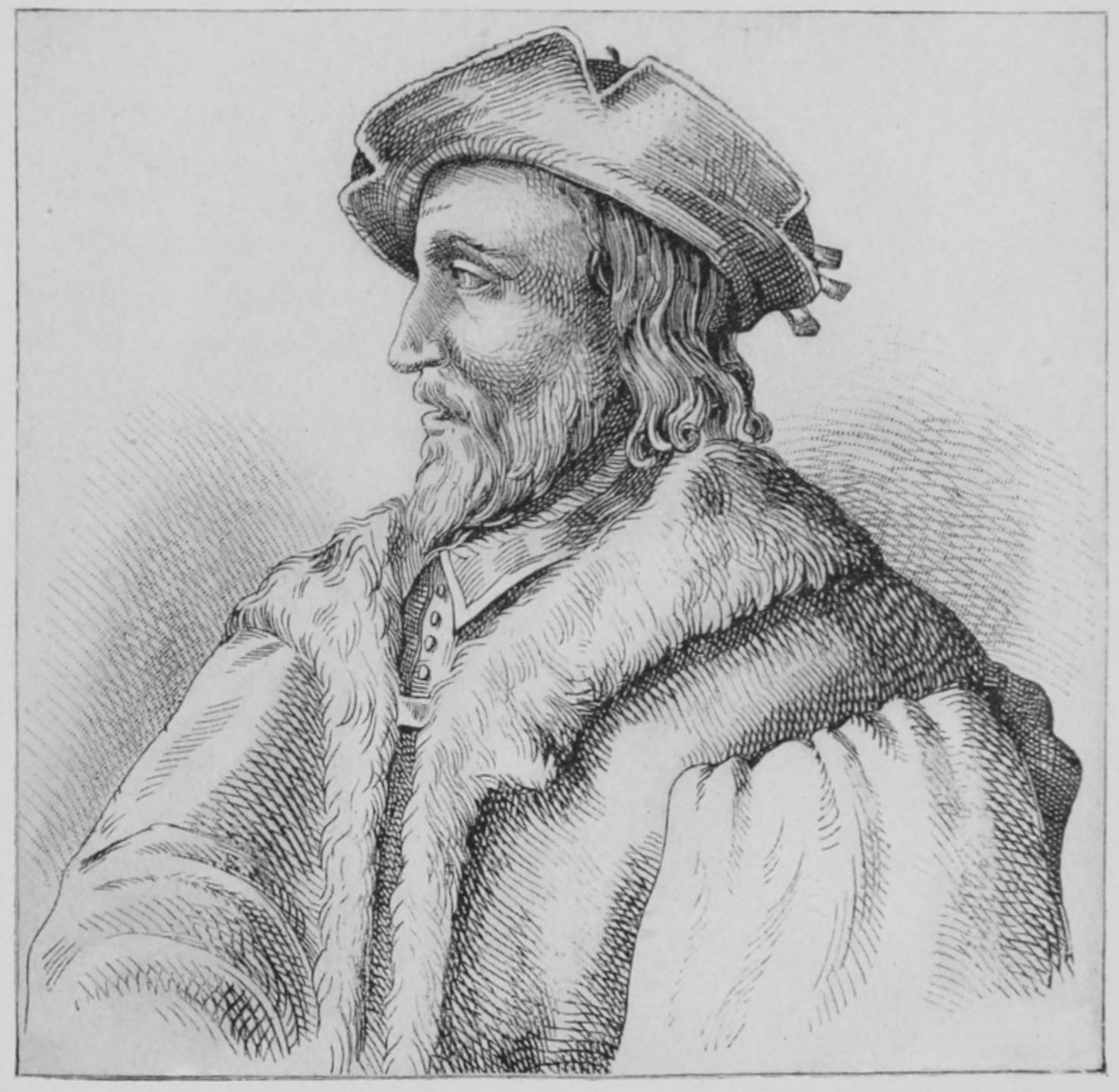
Balthasar Hubmaier (door Henry Clay Vedder)

Balthasar Hubmaier (Friedberg, 1485 - Wenen, 10 maart 1528) was een rooms-katholiek priester die in Waldshut (voor-Oostenrijk) tot de reformatie overging. Hij koos hierbij ook voor de doop op geloof in plaats van de kinderdoop en werd daarmee een anabaptist. Hierdoor werd hij niet alleen door het huis Habsburg vervolgd, maar kon ook geen veilige haven vinden in het dichtbijgelegen Zürich van Zwingli.
In Nickolsdorf vond Hubmaier een groot gehoor, onder andere de vorst Liechtenstein. Uiteindelijk werd hij toch gevangengenomen en in Wenen vond hij de dood op de brandstapel terwijl zijn vrouw moest toekijken. Een paar dagen later werd zij in de Donau verdronken.
De baptisten in Oostenrijk zien in Hubmaier de eerste baptist in Oostenrijk. In de oudste Baptistenkerk van Oostenrijk (Mollardgasse in Wenen) hangt ter ere van hem een plaquette in het voorportaal. In 1928 heeft men daar samen met andere internationale baptistenbonden 400 jaar Hubmaier herdacht.
In 2003 heeft de Oostenrijkse staat een gedenkplaat aan Hubmaier opgehangen bij de Stubentor, de plek waar hij op de brandstapel terechtkwam.